# Beiers Nationaal Museum
Het Beiers Nationaal Museum (Duits: Bayerisches Nationalmuseum) is een museum voor toegepaste kunst en in München. Het herbergt stukken vanaf de middeleeuwen.

## Geschiedenis en achtergrond
Het museum werd in 1855 opgericht door koning Maximiliaan II van Beieren. Tot het eind van zijn leven bleef hij stukken aan de collectie toevoegen. Na zijn dood groeide het aantal exposities zo sterk, dat er een nieuw gebouw moest worden neergezet. Deze werd in 1889 gerealiseerd door de architect Gabriel von Seidl.
Het museum herbergt een gevarieerde collectie aan beeldhouwwerken en beeldende kunstcollecties uit de geschiedenis van Duitsland en in het bijzonder van Beieren. Daarnaast kent het stukken uit de rest van de wereld, waaronder handwerk uit China en stukken uit goud, zilver en ivoor.
Bij de ingang staat een beeld van Maximiliaans broer Luitpold van Beieren die veel voor het deelstaat heeft betekend. Een ander belangrijk museumstuk is de Seeoner Madonna dat in 1430 werd geschilderd.

## Galerij
| De Seeoner Madonna, 1430 |  | St Georg (Joris) Franken, ca. 1490 |
| De Seeoner Madonna, 1430 |  | St Georg Franken, ca. 1490         |